# Nashville SC

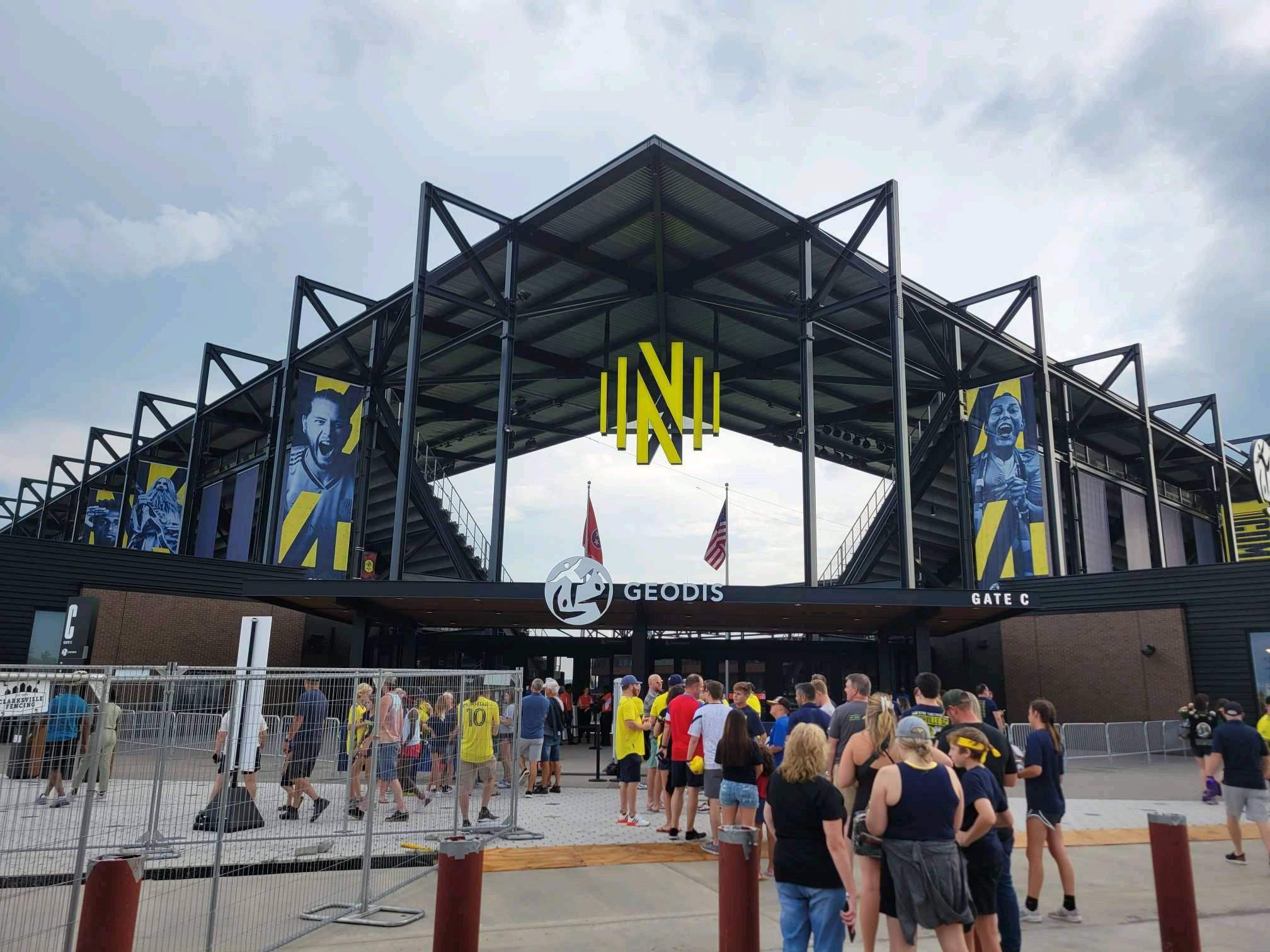
wejście na stadion Nashville SC

Nashville Soccer Club – amerykański klub piłkarski, mający swoją siedzibę w Nashville, stolicy stanu Tennessee, grający w najwyższej klasie rozgrywkowej w USA, Major League Soccer. Klub jest dwudziestym czwartym, który wszedł w skład MLS, został założony 20 grudnia 2017, a dołączył do ligi w 2020 roku. Swoje mecze rozgrywa na stadionie Geodis Park.

## Obecny skład
Stan na styczeń 2023 r.
| Nr | Poz. | Piłkarz                |
| -- | ---- | ---------------------- |
| 1  | BR   | Joe Willis             |
| 2  | OB   | Daniel Lovitz          |
| 5  | OB   | Jack Maher             |
| 6  | PO   | Dax McCarthy           |
| 8  | NA   | Randall Leal           |
| 9  | NA   | Aké Loba (wypożyczony) |
| 10 | PO   | Hany Mukhtar           |
| 11 | NA   | Ethan Zubak            |
| 12 | NA   | Teal Bunbury           |
| 14 | NA   | Jacob Shaffelburg      |
| 17 | NA   | C.J. Sapong            |
| 18 | OB   | Shaquell Moore         |
| 19 | PO   | Alex Muyl              |
| 20 | PO   | Aníbal Godoy           |
| 21 | OB   | Ahmed Longmire         |

| Nr | Poz. | Piłkarz           |
| -- | ---- | ----------------- |
| 22 | OB   | Josh Bauer        |
| 23 | OB   | Taylor Washington |
| 25 | OB   | Walker Zimmerman  |
| 26 | PO   | Luke Haakenson    |
| 27 | PO   | Brian Anunga      |
| 30 | BR   | Elliot Panicco    |
| 54 | PO   | Sean Davis        |
|    | PO   | Kemy Amiche       |
|    | OB   | Nick DePuy        |
|    | NA   | Tyler Freeman     |
|    | BR   | Ben Martino       |
|    | NA   | Nebiyou Perry     |
|    | NA   | Fafà Picault      |
|    | OB   | Joey Skinner      |
|    | OB   | Laurence Wyke     |